# 王藝曈
王藝曈為华裔加拿大籍女演员，毕业于不列顛哥倫比亞大學（UBC）的影视新星。王艺瞳曾是生物化学研究员，她曾獲得2006年温哥华华裔小姐季军及完美体态奖，並獲得荣誉包括2006年UBC交际舞大赛拉丁舞冠军及新星奖冠军、2003年UBC入学奖学金及1999年温哥华中学多元文化壁画设计大赛 - 初中组冠军。
| 前任： 劉佳 | 溫哥華華裔小姐競選季軍 2006年 | 繼任： 李俍燕 |